# トッド・ヘインズ
トッド・ヘインズ（Todd Haynes, 1961年1月2日 - ）は、アメリカ合衆国の映画監督・脚本家。

## 来歴
ロサンゼルス出身。母方がユダヤ系。
10代で映画に関心を持ち、高校在学中の1978年に最初の短編『The Suicide』を製作。その後、ブラウン大学で記号学を専攻し、在学中の1985年にアルチュール・ランボーから着想を得た中編『Assassins: A Film Concerning Rimbaud』を製作。記号学と文学の学士を取得してブラウン大学を卒業後、ニューヨークに移住し、バード大学に入学。この頃からインディペンデント映画界に関わるようになり、1988年、役者の代わりにバービー人形を使ってカレン・カーペンターの最期の日々を描いた中編『Superstar: The Karen Carpenter Story』を発表。しかし、音楽著作権を巡ってカレンの兄リチャードに訴えられた。
1991年、ジャン・ジュネの『薔薇の奇跡』を基にした長編デビュー作『ポイズン』を発表。ポルノとの批判もされたが、サンダンス映画祭グランプリ、ベルリン国際映画祭テディ賞などを受賞。
1998年、1970年代のロンドンを舞台に当時のグラム・ロック界を描いた『ベルベット・ゴールドマイン』を発表。第51回カンヌ国際映画祭のコンペティション部門に出品され、芸術貢献賞を受賞。
2002年、ダグラス・サークの『天はすべて許し給う』にオマージュを捧げた『エデンより彼方に』を発表。1950年代のアメリカを忠実に再現した映像や、人種問題、同性愛、ブルジョア家庭の描写が高く評価され、アカデミー脚本賞にノミネートされる。また、主演のジュリアン・ムーアが第59回ヴェネツィア国際映画祭で女優賞を受賞した。
2007年、ボブ・ディランの半生を描いた『アイム・ノット・ゼア』を発表。クリスチャン・ベール、ヒース・レジャー、リチャード・ギアなど6人の俳優にディランを演じさせて話題となり、第64回ヴェネツィア国際映画祭では審査員特別賞とケイト・ブランシェットが女優賞を受賞した。
2011年には『ミルドレッド・ピアース 幸せの代償』を手がけ、テレビドラマの演出にも進出。プライムタイム・エミー賞でも複数の部門にノミネートされた。
2015年、パトリシア・ハイスミスの『The Price of Salt』を元にした『キャロル』が第68回カンヌ国際映画祭のコンペティション部門に出品され、高い評価を獲得。クィア・パルム賞を受賞し、また本作でルーニー・マーラが女優賞を受賞した。更にアカデミー賞でも6部門にノミネートされたが、作品賞や監督賞にノミネートされなかったことから批評家の間で議論となった。

## 私生活
ゲイであることを公表している。現在はオレゴン州ポートランドで暮らしている。

## フィルモグラフィ

### 長編映画
| 年   | 題名                                                      | 備考               |
| ---- | --------------------------------------------------------- | ------------------ |
| 1991 | ポイズン Poison                                           | 監督・脚本・編集   |
| 1992 | 恍惚 Swoon                                                | 出演（役名：不明） |
| 1995 | SAFE Safe                                                 | 監督・脚本         |
| 1997 | オフィスキラー Office Killer                              | 脚本               |
| 1998 | ベルベット・ゴールドマイン Velvet Goldmine                | 監督・脚本         |
| 2002 | エデンより彼方に Far from Heaven                          | 監督・脚本         |
| 2007 | アイム・ノット・ゼア I'm Not There                        | 監督・脚本         |
| 2015 | キャロル Carol                                            | 監督               |
| 2017 | ワンダーストラック Wonderstruck                           | 監督               |
| 2019 | ダーク・ウォーターズ 巨大企業が恐れた男 Dark Waters       | 監督               |
| 2021 | ヴェルヴェット・アンダーグラウンド The Velvet Underground | 監督・脚本・製作   |
| 2023 | メイ・ディセンバー ゆれる真実 May December                | 監督               |

製作総指揮
- Quinceañera（2006年）
- オールド・ジョイ Old Joy（2006年）
- ウェンディ&ルーシー Wendy and Lucy（2008年）
- Meek's Cutoff（2010年）
- Buoy（2012年）
- ナイト・スリーパーズ ダム爆破計画 Night Moves（2013年）
- ライフ・ゴーズ・オン 彼女たちの選択 Certain Women（2016年）

### 短編映画
| 年   | 題名                                 | 備考                      |
| ---- | ------------------------------------ | ------------------------- |
| 1978 | The Suicide                          | 監督・脚本                |
| 1985 | Assassins: A Film Concerning Rimbaud | 監督・脚本 本人として出演 |
| 1987 | Superstar: The Karen Carpenter Story | 監督・脚本・出演          |
| 1989 | La Divina                            | アシスタントディレクター  |
| 1989 | He Was Once                          | 製作・出演                |

### テレビシリーズ
- Dottie Gets Spanked（1993年）- 短編作品、監督・脚本
- ミルドレッド・ピアース 幸せの代償 Mildred Pierce（2011年）- 監督・脚本・製作総指揮
- Enlightened（2013年）- 監督
- Six by Sondheim（2013年）- 監督